# Nops siboney
Nops siboney är en spindelart som beskrevs av Sánchez-Ruiz 2004. Nops siboney ingår i släktet Nops och familjen Caponiidae.
Artens utbredningsområde är Kuba. Inga underarter finns listade i Catalogue of Life.